# Thomas Marsham
Thomas Marsham, född cirka 1747, död 1819, var en engelsk entomolog, specialiserad på skalbaggar.
Han gifte sig med en fröken Symes i Ufford, Northants, och hade två döttrar. Han var sekreterare i West India Dock Company i många år och blev under Napoleonkrigen officer i Home Guards frivilligkår 1802. Han var en av grundarna av Linnean Society of London och dess sekreterare 1788–1798 samt kassör 1798–1816. Han var vän till James Francis Stephens, William Kirby och Alexander Macleay.
Marshams samling finns idag i Natural History Museum i London.